# Alfred Mosher Butts
Alfred Mosher Butts (* 13. April 1899 in Poughkeepsie, New York; † 4. April 1993) war ein US-amerikanischer Architekt. Er erfand 1938 in seinem Geburtsort das Buchstabenspiel Scrabble.

## Geschichte
Bereits 1931 entwickelte der damals arbeitslose Butts einen Vorläufer des Scrabble namens Lexiko. Dieses Spiel wurde ohne Brett, nur mit Punkten versehenen Buchstaben gespielt. Doch der Erfolg blieb aus, denn das Spiel wurde 1933 vom Patentamt abgelehnt und fand auch keine Zustimmung bei den beiden Spieleproduzenten Parker Brothers und Milton Bradley.
1938 veränderte Butts seine Entwicklung. Kreuzworträtsel brachte ihn auf die Idee, die Buchstaben mit einem Spielbrett zu verbinden, auf dem Wörter wie bei einem Kreuzworträtsel gebildet werden konnten. Aber auch der Erfolg des neuen Konzepts blieb aus. Da Butts keine Möglichkeit hatte, das Spiel zu produzieren, kehrte er zu seinem alten Beruf als Architekt zurück. 1948 verkaufte Butts die Rechte an dem Spiel an James Brunot, der dem Spiel zum Durchbruch verhalf.

## Ludografie
- 1948: Scrabble
- 1985: Alfreds Other Game